# Yalı

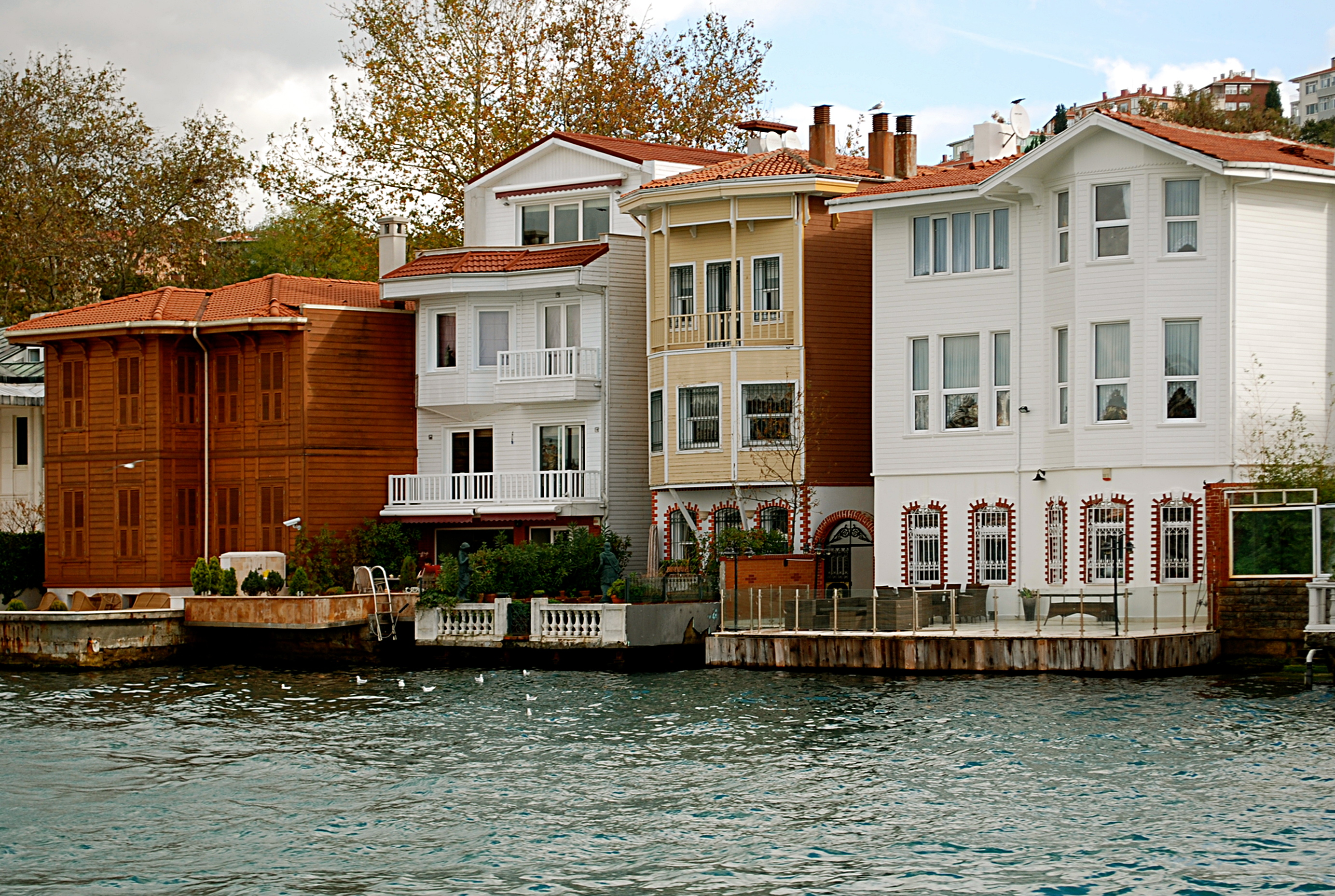
Yalıs em Kanlica (distrito de Beykoz)

Yalı (do grego γιαλός (gialós), "orla marítima") é um termo turco que designa uma casa que defronta um corpo d'água. Seu uso mais comum é para designar as casas de veraneio junto ao Bósforo em Istambul, embora haja yalıs em cidades ribeirinhas como Amásia. As yalıs do Bósforo, em decorrência de seu tamanho e valor, se assemelham a konakes (lit. "mansões"). O material de construção usual era a madeira. A yalı mais antiga ainda existente é a que foi erigida em Kanlıca, no distrito de Beykoz, na margem nordeste (asiática) do Bósforo, pelo grão-vizir Coprulu Ancazade Haci Huceine Paxá, da influente família Köprülü. Nas margens europeias, uma das mais famosas é a yalı de Amade Atife Paxá, em İstinye.